# Carlos Hernández Valverde
Carlos Gerardo Hernández Valverde (San José, 1982. április 9. –) Costa Rica-i válogatott labdarúgó.

## Pályafutása

### Klubcsapatban
2001 és 2009 között az Alajuelense csapatában játszott, melynek tagjaként négy bajnoki címet szerzett. 2007 és 2009 között Ausztráliában a Melbourne Victory együttesénél szerepelt kölcsönben, majd 2009-ben leigazolták és 2012-ig volt a klub játékosa. 2012 és 2013 között az indiai Prayag United labdarúgója volt. 2013 és 2014 között a Wellington Phoenixben játszott. Később szerepelt még a Cartaginés, az indiai Dempo, a guatemalai Municipal, a Carmelita, a Pérez Zeledón, a Municipal Liberia és a Puntarenas csapatában.  

### A válogatottban
2004 és 2014 között 40 alkalommal szerepelt a Costa Rica-i válogatottban és 7 gólt szerzett. Részt vett a 2004-es Copa américán, a 2004. évi nyári olimpiai játékokon és a 2006-os világbajnokságon.

## Sikerei, díjai
LD Alajuelense
- Costa Rica-i bajnok (4): 2000–01, 2001–02, 2002–03, 2004–05
- CONCACAF-bajnokok ligája győztes (1): 2004
- UNCAF-klubcsapatok kupája győztes (2): 2002, 2005

Melbourne Victory
- Ausztrál bajnok (1): 2008–09

Costa Rica
- UNCAF-nemzetek kupája győztes (2): 2005, 2007

## Külső hivatkozások
- Carlos Hernández Valverde adatlapja a National-Football-Teams.com oldalon (angolul)

- Carlos Hernández Valverde (angol nyelven). FootballDatabase.eu
- Carlos Hernández Valverde (német nyelven). kicker.de
- Carlos Hernández Valverde (angol nyelven). sports-reference.com, Sports Reference LLC. [2017. július 14-i dátummal az eredetiből archiválva]. (Hozzáférés: 2024. március 6.)
- Carlos Hernández Valverde adatlapja a worldfootball.net oldalon (angolul)
- Carlos Hernández Valverde profilja az Olympedia oldalán (angolul)